# Matthäus Blaw
Matthäus (Matthaeus) Blaw (* 1658, Ort unbekannt; † 1710, Ort unbekannt) war ein deutscher Arzt, Professor der Medizin an der Universität Freiburg und Mitglied der Gelehrtenakademie „Leopoldina“.

## Leben
Matthäus Blaw wirkte in Konstanz und Biberach an der Riß. Er war ordentlicher Professor der Medizin an der Universität zum Freiburg.
Am 30. April 1699 wurde Matthaeus Blaw mit dem akademischen Beinamen Pausanias als Mitglied (Matrikel-Nr. 236) in die Leopoldina aufgenommen. Er gehörte der Sektion Medizin an.
Blaw beschäftigte sich mit Heilpflanzen, so zum Beispiel dem Wollkraut als einem Mittel gegen den Schlagfluss. Wenn man deren Wurzel am 28. Juni ausgrabe und in einem seidenen Säckchen um den Hals trage, so sei dies ein gutes Mittel gegen den Schlagfluss.

## Werke
- Beschreibung Der Kinds-Blatern/ Oder Kurtzer/ klarer und aigentlicher Bericht von denen Kinds-Blatern/ oder Durchschlägten. Konstanz ca. 1688.
- mit Georg Heinrich Bisinger: De motu cordis et circulatione sanguinis info. Hautt, Konstanz 1692.
- mit Josef Anton Alexander Hainzman: De febribus in genere info. Straub, Konstanz 1697.